# 硕督镇
硕督镇，是中华人民共和国西藏自治区昌都市洛隆县下辖的一个乡镇级行政单位。

## 行政区划
硕督镇下辖以下地区：
硕督村、久嘎村、达翁村、拉依村、荣雄村、日许村和孜普卡村。